# Umeritvena teorija
Umeritvene teorije so v fiziki široko sprejete teorije standardnega modela. Polja v standardnem modelu kažejo visoko stopnjo simetrije, ki je znana kot umeritvena simetrija ali umeritvena transformacija. Vsa umeritvena polja so povezana s skupino brezmasnih umeritvenih bozonov.
Čeprav v standardnem modelu vse sile kažejo to simetrijo, to v naravi ni vedno razvidno. Včasih, še posebej pri zelo nizkih temperaturah, se simetrija spontano zlomi. Osnovni zgled za zlomljeno simetrijo, ki ga velikokrat podajo, je magnet v trdnem stanju. Sestavlja ga veliko atomov, od katerih ima vsak magnetni dipolni moment. Kakorkoli, zakoni magnetizma so osno simetrični in bodo tako atomi pri visokih temperaturah naključno poravnani. Tako bo osna simetrija ponovno nastopila. Podobno se lahko s pravimi pogoji ohladi vodo pod ledišče. Če se kapljevino zmoti, denimo tako, da se jo strese ali se vanjo vrže kristal ledu, se simetrija zlomi, kapljevina pa v trenutku zamrzne.